# Manuel Meimberg

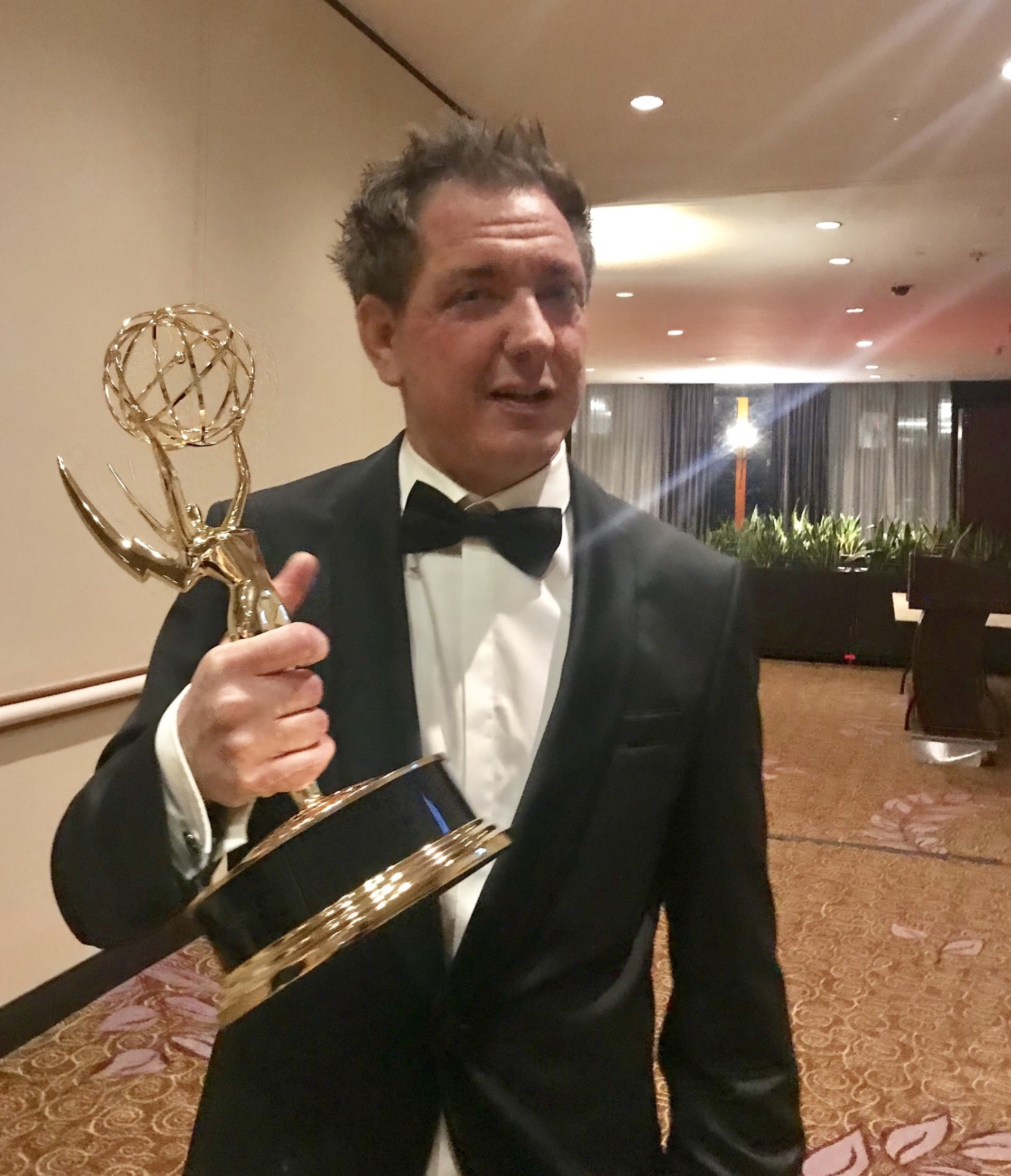
Manuel Meimberg bei den International Emmy Awards 2017

Manuel Meimberg (* 6. Juli 1975 in Bielefeld) ist ein deutscher Drehbuchautor, Regisseur, Produzent und Showrunner. Bekanntheit erlangte er durch seine Serie Familie Braun, die 2017 den International Emmy Award als beste Kurzserie gewann.

## Leben und Karriere
Er legte 1995 das Abitur an der Hans-Ehrenberg-Schule in Bielefeld-Sennestadt ab und lebt inzwischen mit seiner Frau, der Autorin, Illustratorin, Musikerin und Produzentin von audiovisuellen Medien Marie Meimberg in Köln. Seit 1997 arbeitet er als freier Drehbuchautor, Regisseur und Creative Producer für diverse deutsche Fernsehsender und Streaming-Dienste. Seit 2018 lehrt er als Dozent an der Filmakademie Baden-Württemberg „Serien Producing“. Von 2019 bis 2023 war er als Showrunner Teil des Produzenten-Teams der UFA Fiction in Berlin. Er hat eine Schwester namens Julia, die Drehbuchautorin ist, mit der er auch bereits zusammengearbeitet hat. Werberegisseur Florian ist sein Zwillingsbruder.

## Filmografie (Auswahl)
- 1997–2001, 2004–2005: Unter uns, Seifenoper (bis 2001 als Storyliner, ab 2004 als Script Editor)
- 2003–2004: Verschollen, Fernsehserie (Treatmentliner)
- 2005: Nachhause, Kurzspielfilm (Drehbuchautor, Regisseur, Produzent)
- 2005–2009: Alles was zählt, Seifenoper (bis 2007 als Script Editor, 2007–2008 als Chefautor, ab 2008 als Creative Producer)
- 2008: Schlechtes Fernsehen, Serienpilot (Drehbuchautor, Regisseur, Produzent)
- 2008–2009: Pietshow, Webserie (Drehbuchautor, Regisseur, Creative Producer)
- 2012–2019: SOKO Leipzig, Fernsehserie (diverse Episoden als Drehbuchautor)
- 2016: Familie Braun, Webserie (Drehbuchautor, Creative Producer)
- 2016: Tempel, Fernsehserie (Creator, Drehbuchautor zusammen mit Henning Heup)
- 2016–2019: Bongo Boulevard, Online-Musikshow (Autor, Co-Regisseur)
- 2017: Call The Boys, Serienpilot (Drehbuchautor, Regisseur)
- 2020: Sunny – Wer bist du wirklich?, Fernsehserie (Headautor, Produzent, Showrunner)
- 2022: The Girls Are Back in Town, Streaming Serie (Headautor, Showrunner)
- 2023: Lale Love, Streaming Serie (Headautor, Showrunner)
- 2024: Ein Starkes Team, Reihe, ZDF, Drehbuchautor
- 2024: Die Spreewaldklinik, Daily Soap, SAT.1, Script Editor
- 2024: Für alle Fälle Familie, Daily Soap, SAT.1, Vertretung Nina Blum Headautor Script
- 2025: Alles was zählt, Daily Soap, RTL, Headautor Script

## Theater
- 2017: Familie Braun – Mecklenburgisches Staatstheater Schwerin
- 2019: Familie Braun – Nordharzer Städtebundtheater[3]
- 2025: Familie Braun – Komödie am Klosterplatz
- 2025: Familie Braun – Comödie Dresden

## Auszeichnungen
- 2009: International Emmy Award Nominierung für Pietshow in der Kategorie Fiction[4]
- 2010: International Emmy Award Nominierung für Pietshow 2 in der Kategorie Fiction[5]
- 2015: Internationales Filmfestival Mannheim-Heidelberg Publikumspreis für Familie Braun
- 2016: Romy für Familie Braun – Preis der Akademie an Manuel Meimberg, Nomie Laine Tucker, Uwe Urbas und Maurice Hübner für Familie Braun.[6][7]
- 2016: Deutscher Comedypreis für Familie Braun – Beste Innovation[8]
- 2016: Premios Ondas – Special Mention für Familie Braun
- 2016: Banff World Media Festival – Nominierung für Familie Braun – best digital Fiction Series
- 2017 + 2018: Grimme-Preis-Nominierung für Bongo Boulevard – Kategorie Kinder & Jugend[9]
- 2017: Civis – Europas Medienpreis für Integration-Nominierung für Familie Braun – für Folge 5 „Kostümtag“
- 2017: International Emmy Award für Familie Braun in der Kategorie Serie im Kurzformat[10]
- 2020: Grimme-Preis-Nominierung für Bongo Boulevard – Kategorie Kinder & Jugend[11]